# Vlajka Palau

Palauská vlajka
Poměr stran: 5:8

Vlajka Palau je tvořena bleděmodrým listem o poměru stran 5:8. Uprostřed je žlutý kruh o průměru tří pětin šířky vlajkového listu, který je posunut mírně doleva (od jeho okraje zbývají 2/8 k žerdi a 3/8 k vlajícímu okraji.
Modré pozadí je vykládáno jako ztělesnění okolního oceánu a cesty ostrovanů k nezávislosti, zlatý kruh představuje Měsíc v úplňku. Symbolizuje mír, štěstí a prosperitu; tradiční palauské zemědělství odvozuje od úplňku agrotechnické lhůty.

Rozměry palauské vlajky
Vlajka palauského prezidenta Poměr stran: 5:8

## Historie
Palau, ostrovy v západní části souostroví Karolíny byly osídleny již okolo roku 1000 př. n. l. migranty z jihovýchodní Asie. Roku 1543 je objevil španělský mořeplavec Ruy Lopez de Villalobos. Španělé si oficiálně nárokovali ostrovy již od roku 1686, neproběhl však žádný průzkum ani kolonizace. 11. prosince 1710 bylo souostroví znovuobjeveno Franciscem de Padillou, pojmenováno Islas Palaos a od roku 1875 prohlášeno součástí Španělské východní Indie. Prvními vlajkami vyvěšované na území dnešní federativní republiky Palau byly tedy vlajky Španělského království.
12. října 1899 bylo souostroví odkoupeno po Španělsko-americké válce Německem a administrativně připojeno k Německé Nové Guineji. V této souvislosti se začala užívat černo-bílo-červená trikolóra Německého císařství.
8. října 1914 byly ostrovy obsazeny Japonskem (oficiálně nahradila Japonská vlajka vlajku německou až 28. prosince) které je pak roku 1919 (po porážce Německa v 1. světové válce) získalo na základě Versailleské mírové smlouvy. 17. prosince 1920 bylo souostroví prohlášeno mandátním územím Společnosti národů Tichomořské ostrovy pod japonskou správou. Souostroví bylo přejmenováno na Ostrovy jižních moří. Roku 1935 bylo souostroví prohlášeno za nedílnou součástí Japonského císařství.

Španělská vlajka užívaná na Palau (1875–1899) Poměr stran: 2:3
Vlajka Německého císařství užívaná na Palau (1899–1914) Poměr stran: 2:3
Japonská vlajka užívaná na Palau (1914–1944) Poměr stran: 2:3

Od 15. září do 27. listopadu 1944 (v průběhu 2. sv. války) bylo postupně Palauské souostroví obsazováno americkými vojáky. Americké vlajky s různým počtem hvězd byly na Palau užívány až do roku 1994.
18. července 1947 byl japonský mandát nad ostrovy formálně ukončen a území bylo začleněno do Poručenského území Tichomořské ostrovy OSN pod správou USA. Od 20. října 1947 byly spolu vyvěšované vlajky USA a vlajky OSN. Poručenskou správu nad Palau zrušila OSN dne 25. května 1994.
3. října 1962 byla zavedena (poprvé byla vztyčena 24. října) vlajka Poručenského území Tichomořské ostrovy. Vítězem soutěže a autorem vlajky byl Gonzalo Santos z ostrova Saipan. Vlajka byla neoficiální až do roku 1965, kdy byla s účinností od 19. srpna přijata oficiálně Kongresem Mikronésie. Vlajka byla tvořena světlemodrým listem se šesti, do kruhu uspořádanými, bílými pěticípými hvězdami, jejíchž cíp směřoval z pomyslné kružnice. Počet hvězd symbolizoval správní obvody: Mariany, Marshallovy ostrovy, Palauské ostrovy, Yap, Truk a Ponape. Modrá barva vlajky symbolizovala Tichý oceán, bílá pak mír a mezi národy na ostrovech. Modrá a bílá barva jsou také barvy OSN. Poměr stran vlajky byl stanoven na 10:19 (stejný jako vlajky USA). Vlajka se mohla vyvěšovat pouze společně s vlajkami USA a OSN.
V roce 1979 byla vyhlášena soutěž na palauskou vlajku, do níž se sešlo přes 430 návrhů. Nejprve byla vybrána vlajka, kterou tvořil modrý list se žlutou širočinou v červeném kruhu, obklopeném šestnácti bílými hvězdami. Širočina je na ostrovech nezbytná ke stavbě lodí a domů, hvězdy symbolizovaly počet miniaturních států Palauské (federativní) republiky. Jiné zdroje uvádějí jako vítěznou vlajku se dvěma vodorovnými pruhy (červeným a modrým) a se širočinou obklopenou šestnácti bílými hvězdami. Nakonec se ale státní vlajkou stal jednodušší návrh, který se v soutěži umístil až na druhém místě. Vlajku schválily palauské zákonodárné orgány 13. června 1980 a zavedena Veřejným zákonem ze dne 18. září s účinností od 22. října 1980, kdy byl schválen Juanem A. Sablanem, zastupujícím vysokým komisařem.

Vlajka OSN užívaná na Palau (1947–1965/1994) Poměr stran: 2:3
Vlajka USA užívaná na Palau s 48 hvězdami (1944–1959) Poměr stran: 10:19
Vlajka USA užívaná na Palau s 49 hvězdami (1959–1960) Poměr stran: 10:19
Vlajka USA užívaná na Palau s 50 hvězdami (1960–1994) Poměr stran: 10:19
Vlajka Poručenského území Tichomořské ostrovy užívaná na Palau (1962–1981) Poměr stran: 10:19

Po různých změnách (změny statusů, změny správních oblastí či vyčleňování některých oblastí) byl 1. ledna 1981 vyhlášen na ostrovech autonomní stát (stále v rámci Poručenského území Tichomořské ostrovy) Palauská republika, pod ochranou USA. 
Státní vlajkou se stala vlajka (výše uvedená) se světlemodrým listem, o poměru stran 5:8, se žlutým kruhovým polem o průměru 6/10 šířky vlajky a se středem ve vzdálenosti 7/10 šířky vlajky od žerdi. Autorem návrhu byl Blau J. Skebong. Parlament vlajku schválil již 18. září 1980 s účinností od 22. října 1980.
Od 10. ledna 1986 se na základě smlouvy stala Palauská republika  přidruženým státem USA, smlouva však nebyla v referendech z let 1982–1990 schválena. V roce 1990 bylo
Poručenského území Tichomořské ostrovy zrušeno, Palau zůstalo poručenským územím OSN. V květnu 1994 byla dohodnuta (mezi Palau a USA) plná nezávislost Palauské republiky, která vstoupila v platnost 1. října 1994. Ke stejnému datu vstoupila platnost dohoda o volném přidružení k USA. Plná nezávislost neměla vliv na palauskou vlajku.

## Vlajky spolkových států
Palau se skládá ze 16 miniaturních spolkových států, každý z nich má svou vlajku.

Aimeliik Poměr stran: 4:7
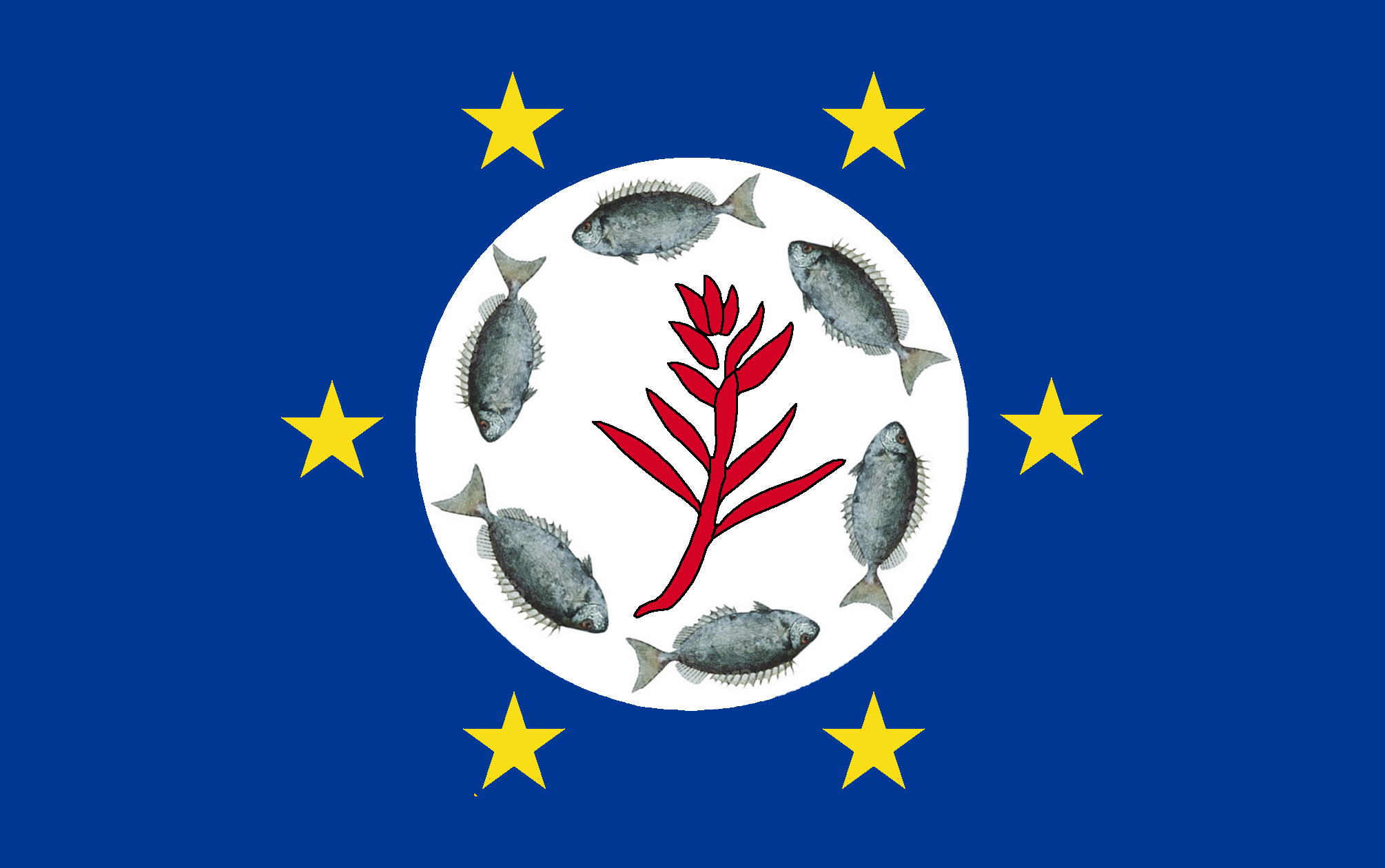
Airai Poměr stran: 5:8
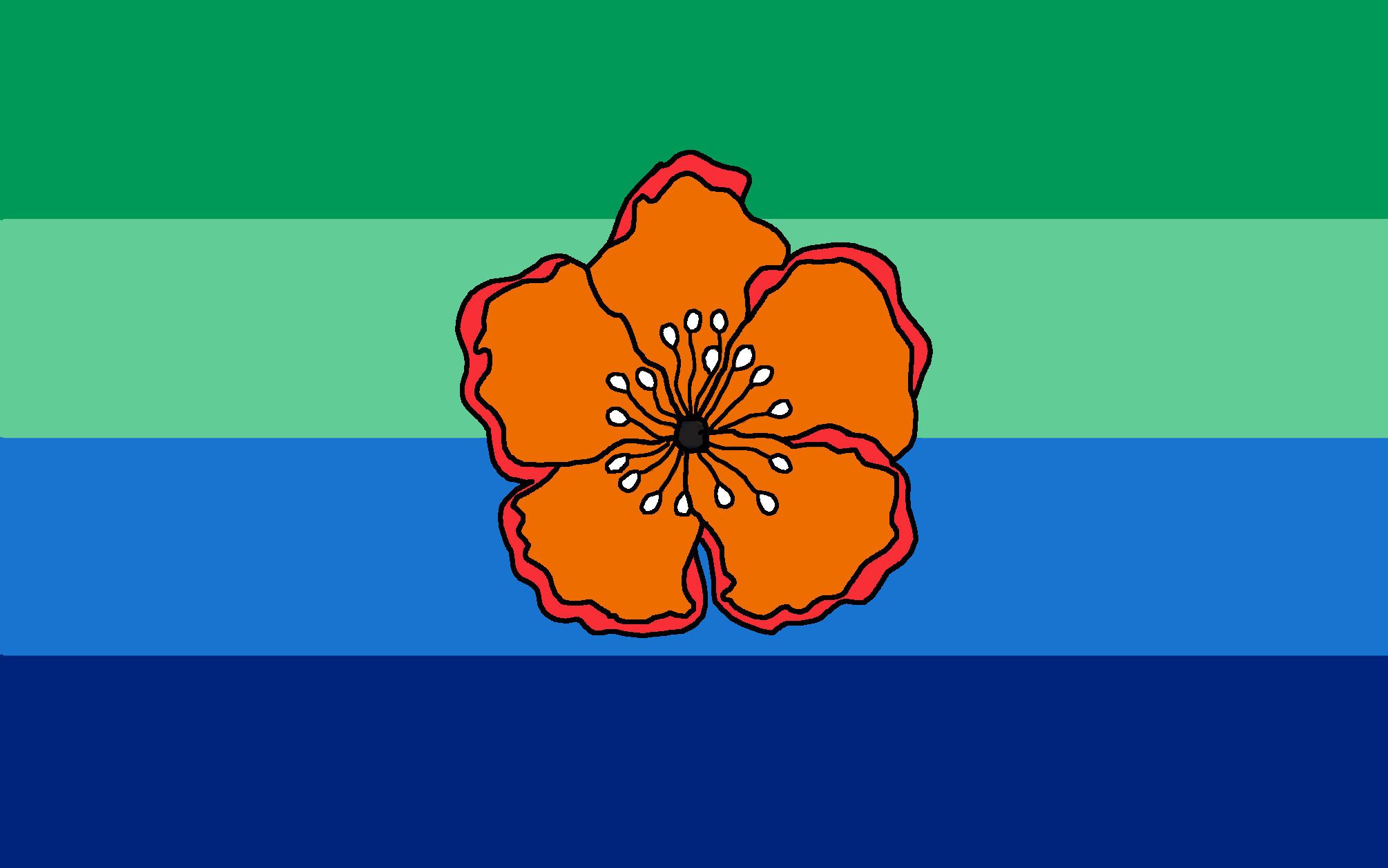
Angaur Poměr stran: 5:8
Hatohobei Poměr stran: 5:8
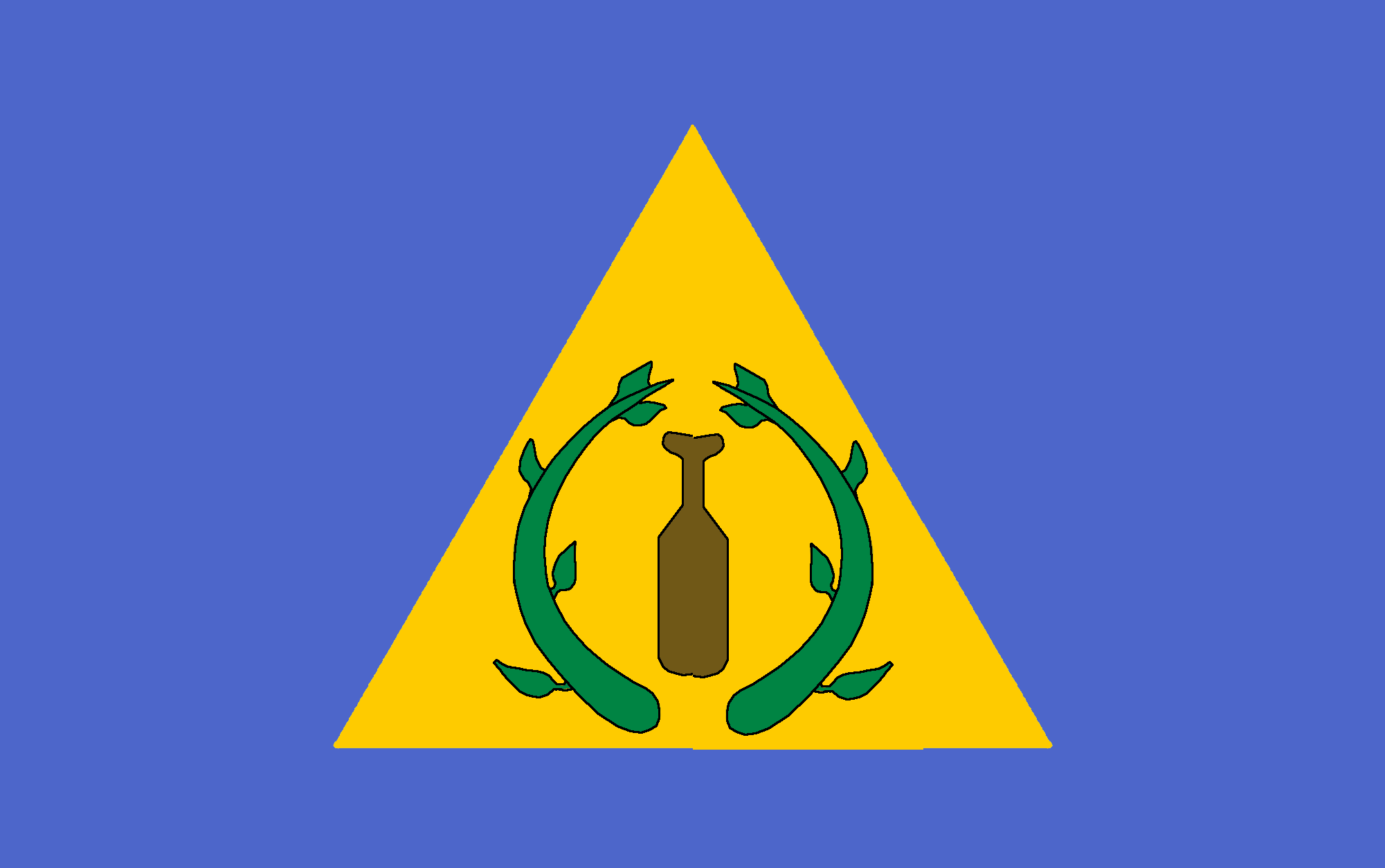
Kayangel Poměr stran: 5:8
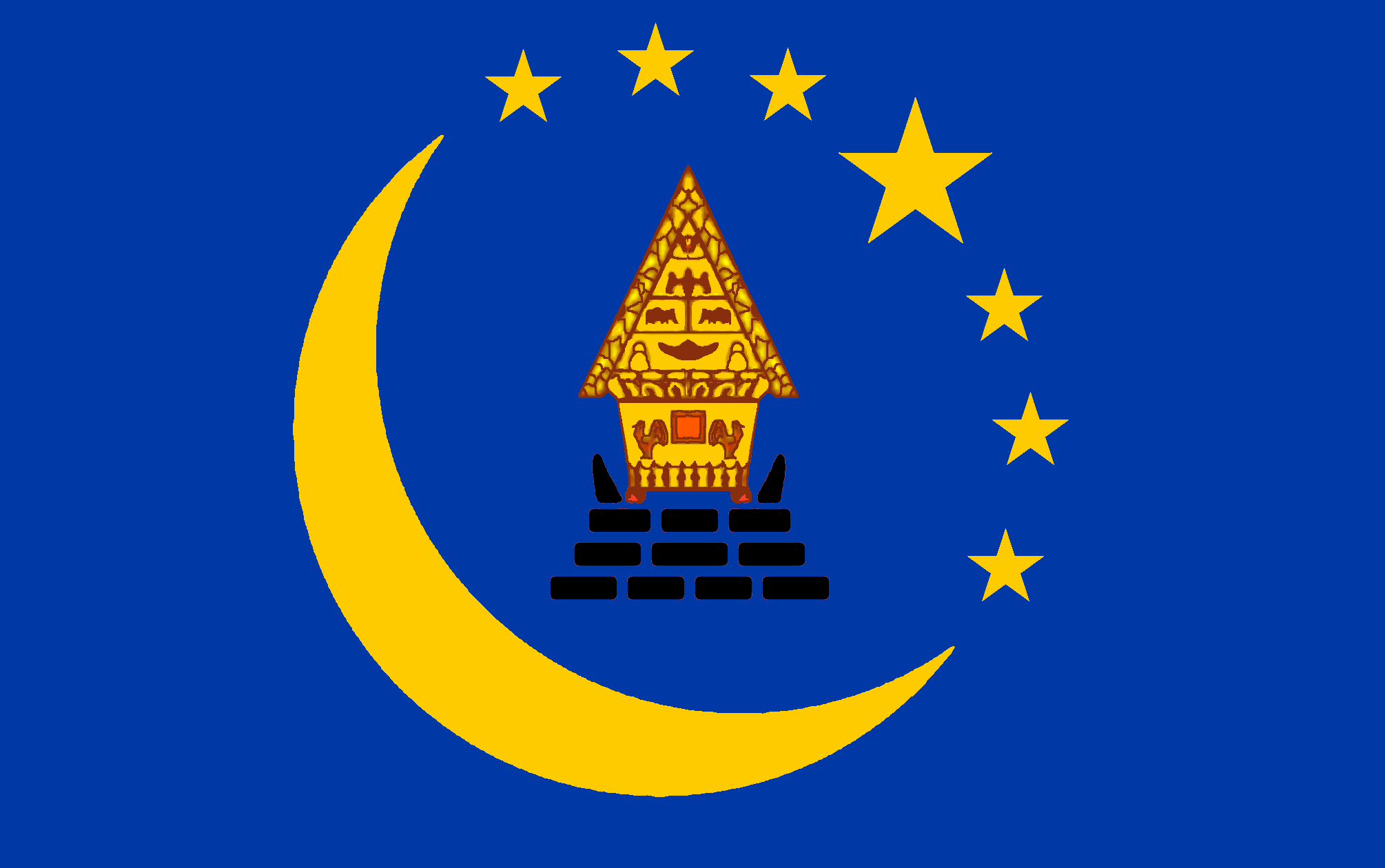
Koror Poměr stran: 5:8
Melekeok Poměr stran: 5:8
Ngaraard Poměr stran: 5:8
Ngarchelong Poměr stran: 3:5
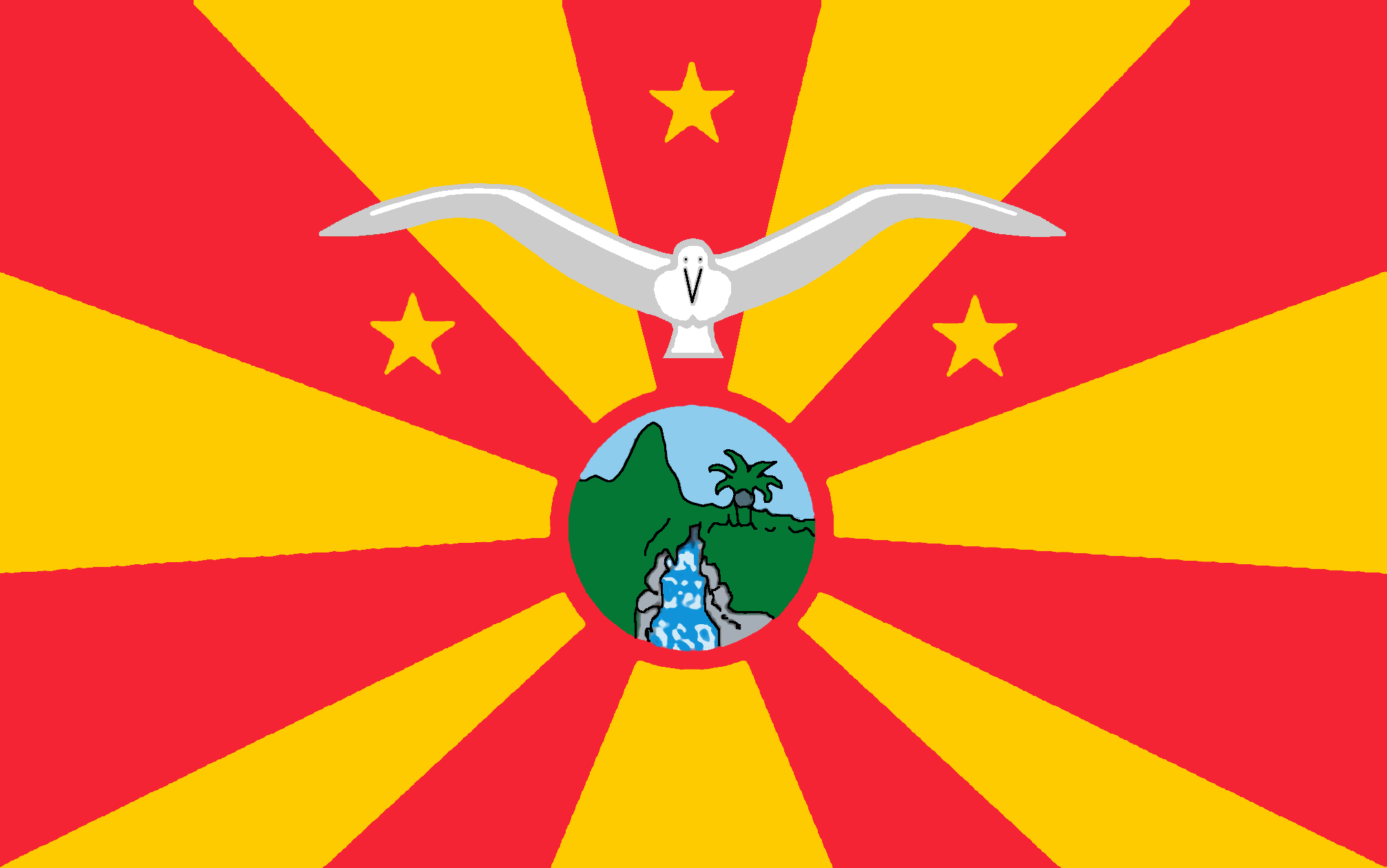
Ngardmau Poměr stran: 5:8
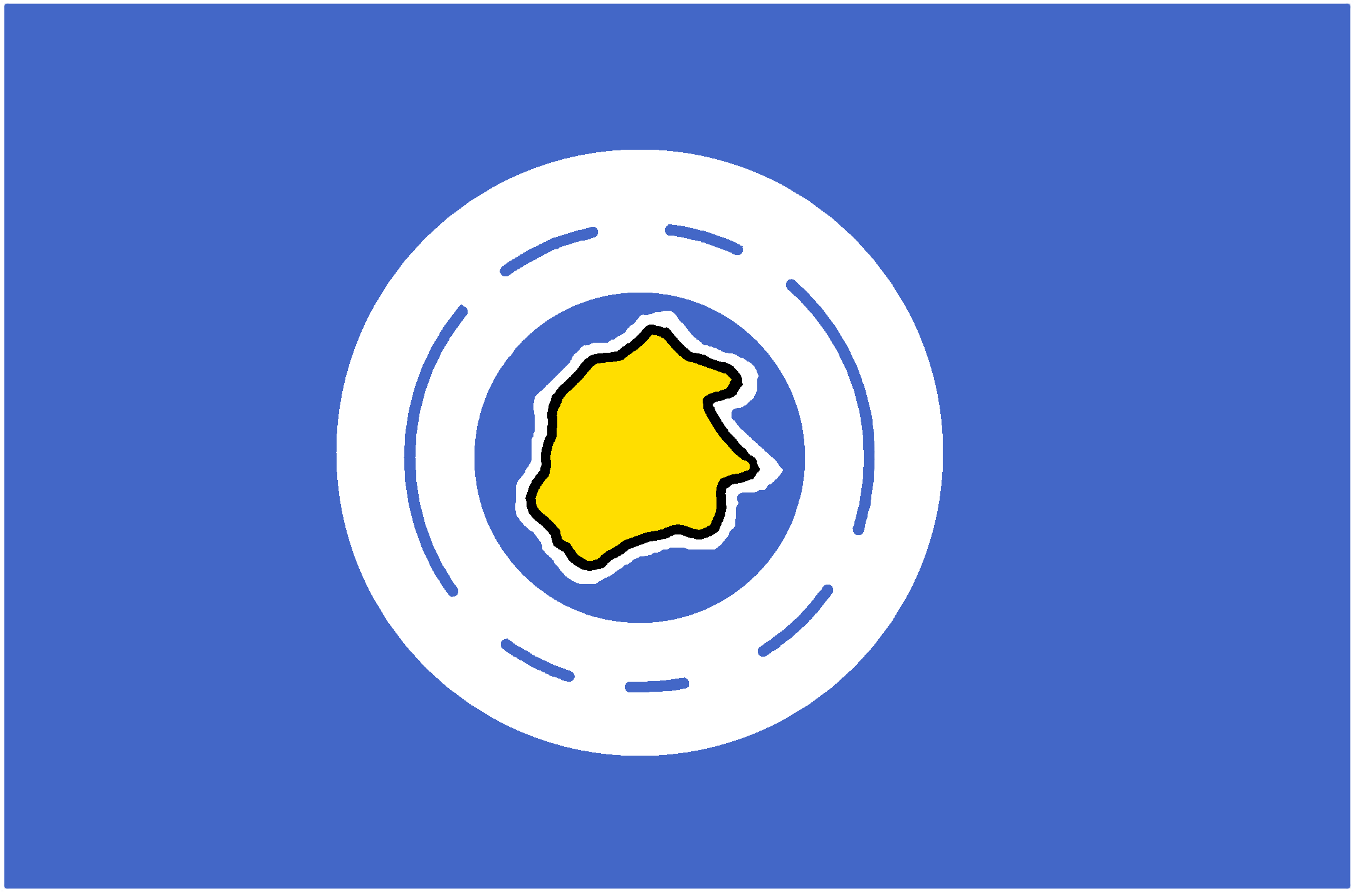
Ngaremlengui Poměr stran: 2:3
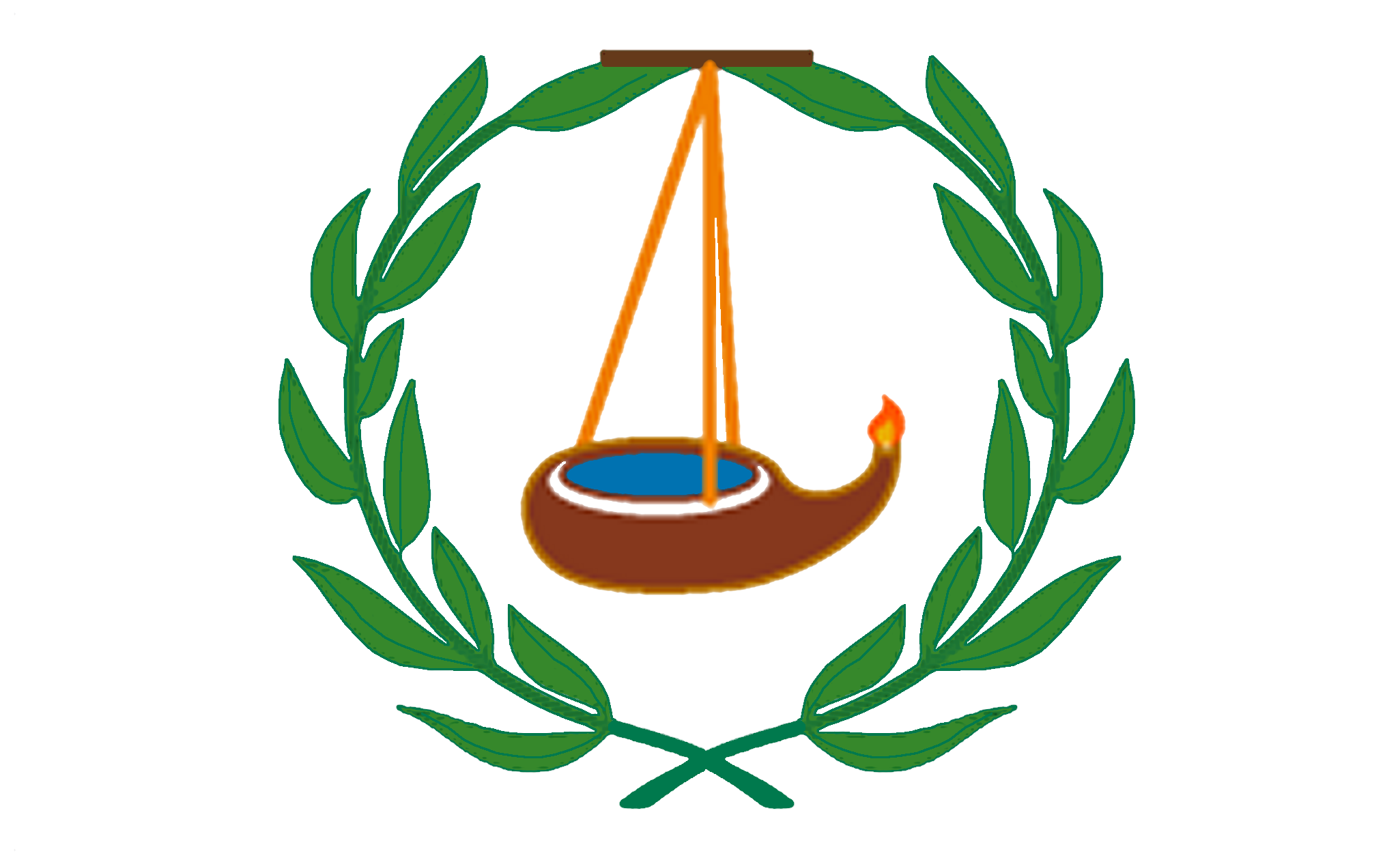
Ngatpang Poměr stran: 5:8
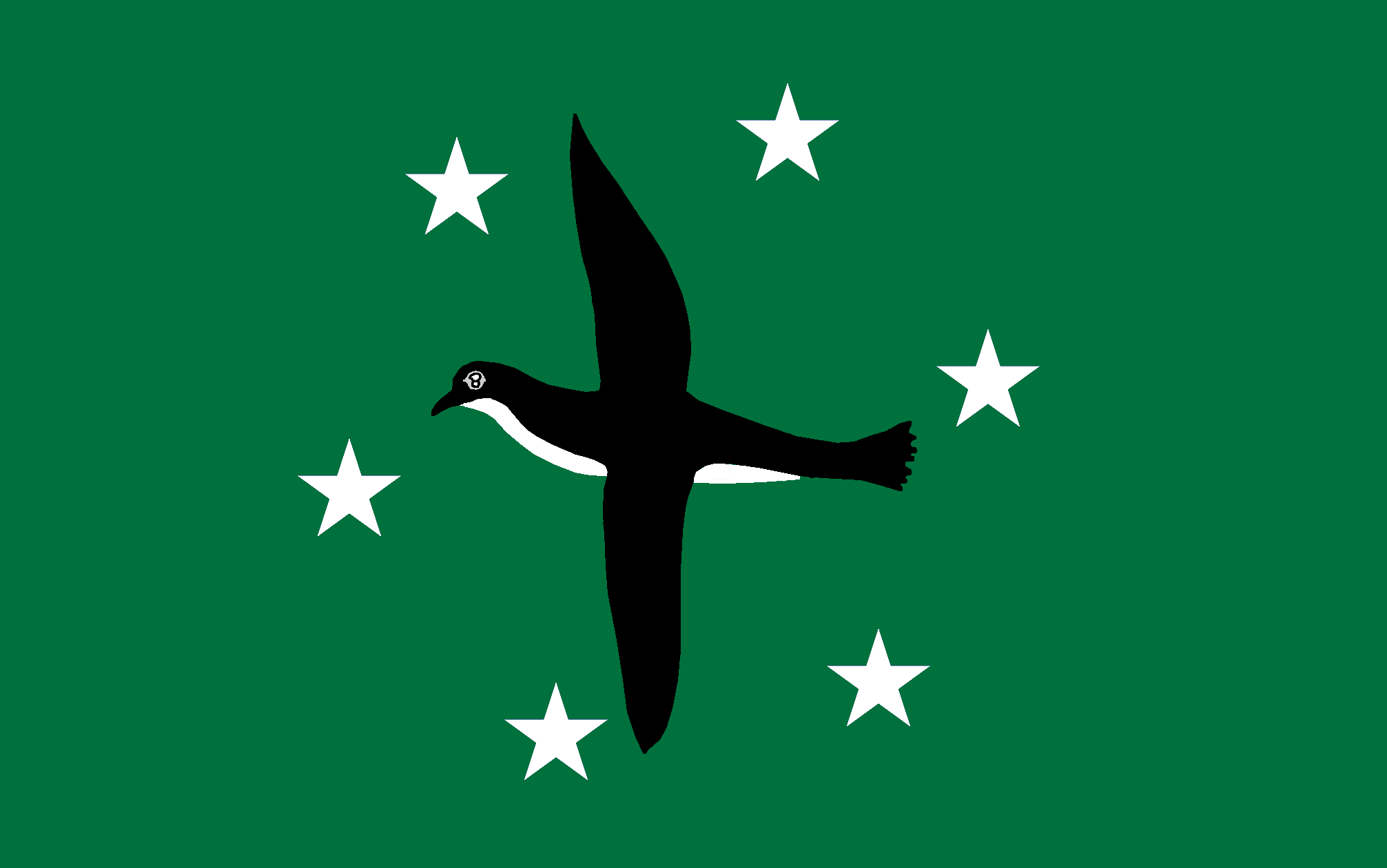
Ngchesar Poměr stran: 5:8
Ngiwal Poměr stran: 5:8
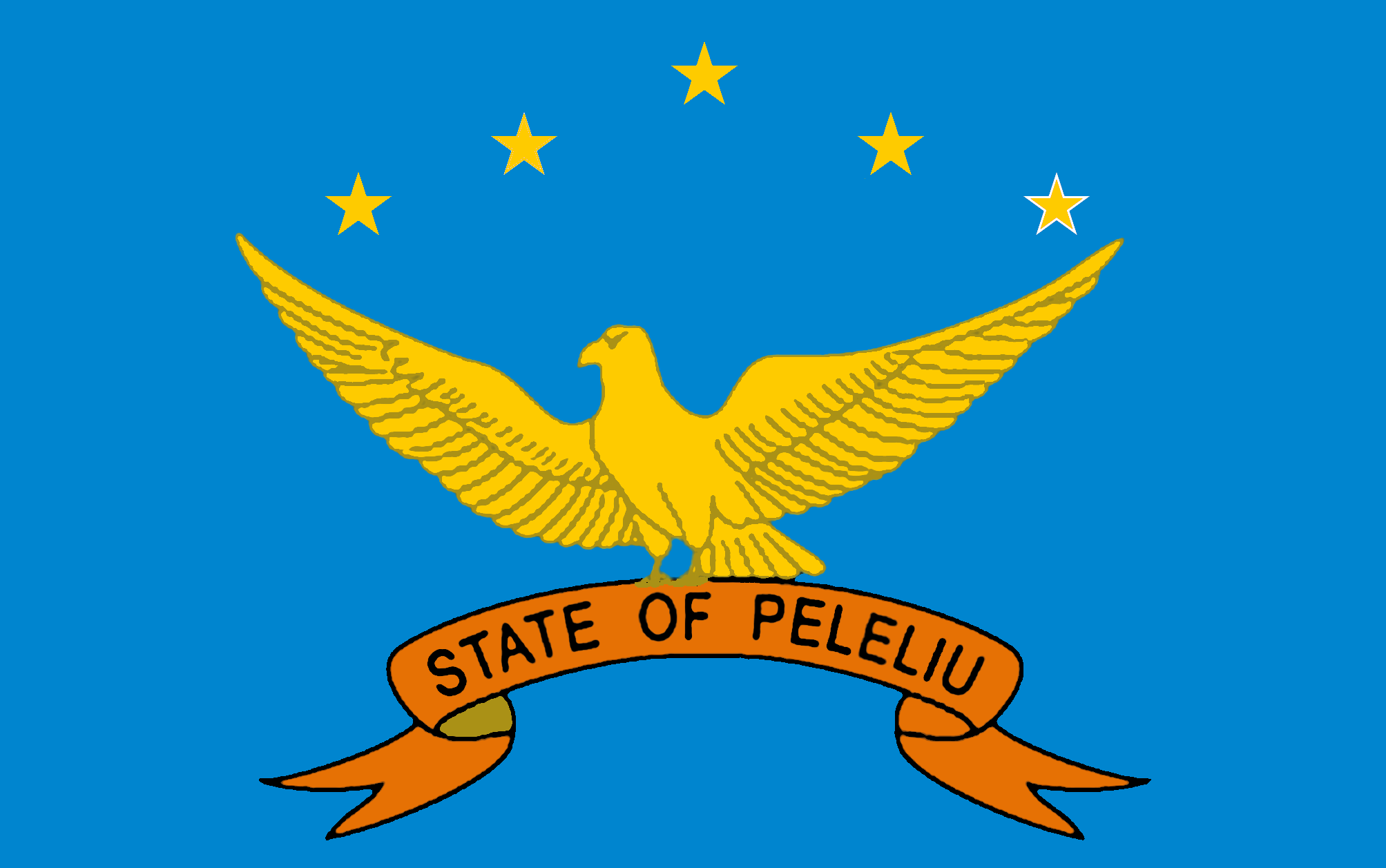
Peleliu Poměr stran: 5:8
Sonsorol Poměr stran: 3:5